# Онгар
Онгар (англ. Ongar; ирл. Ongar) — пригород в Ирландии, находится в графстве Фингал (провинция Ленстер).

## Месторасположение

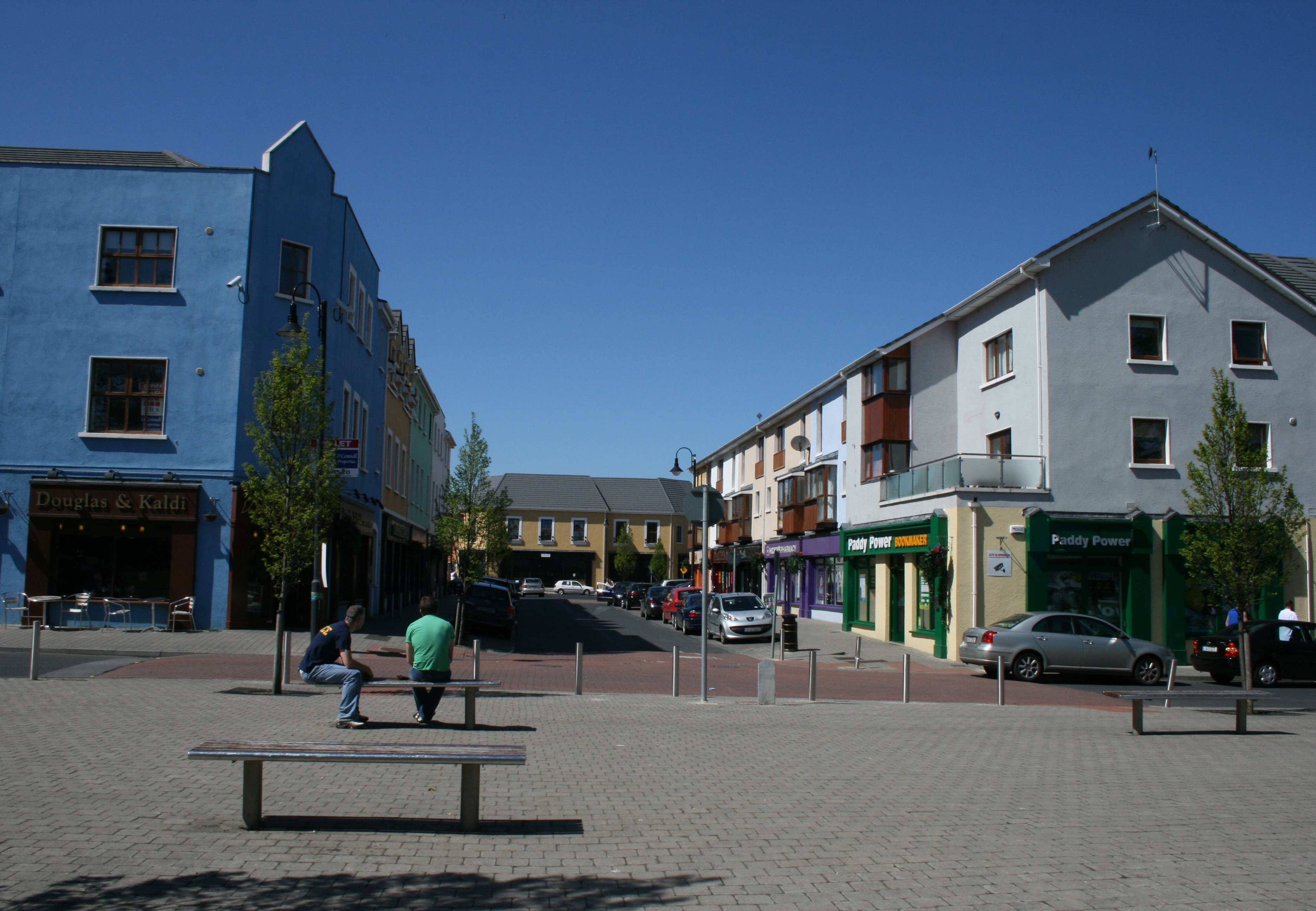
Площадь в пригороде Онгар

Пригород Онгар расположен к югу от переписного посёлка Клони и к западу от другого дублинского пригорода Клонсилла. А трёх километрах от границы Онгар торговый центр Бланчардстауна.